# 姆鲁山猪笼草
姆鲁山猪笼草（学名：Nepenthes muluensis）是婆罗洲特有的热带食虫植物。其生于海拔1700米至2400米的地区。其种加词“muluensis”来源于姆鲁山。已发现了关于姆鲁山猪笼草的自然杂交种，其中与毛盖猪笼草（N. tentaculata）的自然杂交种已被命名为沙捞越猪笼草（N. × sarawakiensis）。

## 植物学史
1964年3月18日，堀田满在沙捞越姆鲁山西部山脊的第三与第四营地间首次采集到了姆鲁山猪笼草。其模式标本编号为“M.Hotta 14791d”，存放于日本京都大学植物学系（KYO）。堀田满在1966年描述了这个物种，因其当时被认为是姆鲁山特有的物种，所以以姆鲁山的名称命名。此外，当时也尚未发现其下位笼，所以该描述不含其下位笼的形态特征。姆鲁山猪笼草的描述距离上一个猪笼草新物种描述已26年，其为第二次世界大战后发现的首个猪笼草属新物种。当时猪笼草属在全球的关注度得以复兴主要归功于堀田满的工作。
姆鲁山猪笼草在文献中至少被错误鉴定过一次；伯特伦·伊夫林·斯迈西斯曾把姆鲁山猪笼草鉴定为西马来西亚特有的瘦小猪笼草（N. gracillima）。1965年，这个错误的鉴定还出现在联合国科教文组织热带湿地研讨会（Humid Tropics Symposium）的议程中。

## 形态特征
姆鲁山猪笼草为藤本植物。茎可长达4米，直径可达5毫米，呈圆柱形。节间距可达8厘米。
姆鲁山猪笼草的叶片革质，无柄。叶片呈披针形，可长达8厘米，宽至1.5厘米。叶尖通常为急尖，叶基渐狭，抱茎。中脉的两侧最多可出现4条纵脉。羽状脉众多，但不明显。笼蔓可长达8厘米。
姆鲁山猪笼草的下位笼可高达7厘米，宽至3厘米。其下半部为卵形，上半部为圆柱形或圆锥形。唇约为圆柱形，可宽达5毫米。内缘的唇齿小，但明显。笼口倾斜，为圆形至卵形。笼盖为卵形，末端为钝尖。笼盖的上表面具许多丝状的附属物，其可长达5毫米。
姆鲁山猪笼草的上位笼可高达10厘米，宽至2厘米。其大部分为圆柱形，基部四分之一通常为球形。其笼翼缩小为一对隆起。内表面的蜡质区极其发达。笼口为圆形。唇为圆柱形，可宽达3毫米。笼盖为圆形，无附属物。在笼盖基部的后方具有一根不分叉的笼蔓尾。
姆鲁山猪笼草的花序为总状花序。花型极紧凑，总花梗仅可长达3厘米，花序轴可达10厘米。花梗可长达5毫米，无苞片。萼片呈卵形，可长达2毫米。一项对两份标本（J.H.Adam 2401和J.H.Adam 2405）花粉大小的研究显示，其120粒花粉的平均直径为32.0微米（标准误为0.4，变异系数为8.7%）。
姆鲁山猪笼草完全缺乏毛被，植株的所有部分均无毛。
产自姆鲁山的姆鲁山猪笼草，其模式种群的捕虫笼具有特殊的颜色。其下位笼通常为暗紫色且具稀疏的黄色斑点。上位笼通常为紫色且具许多黄白色的斑点。它们的唇和笼盖通常都呈白色。而产自毛律山的种群则可出现颜色更深的捕虫笼。

## 生态关系

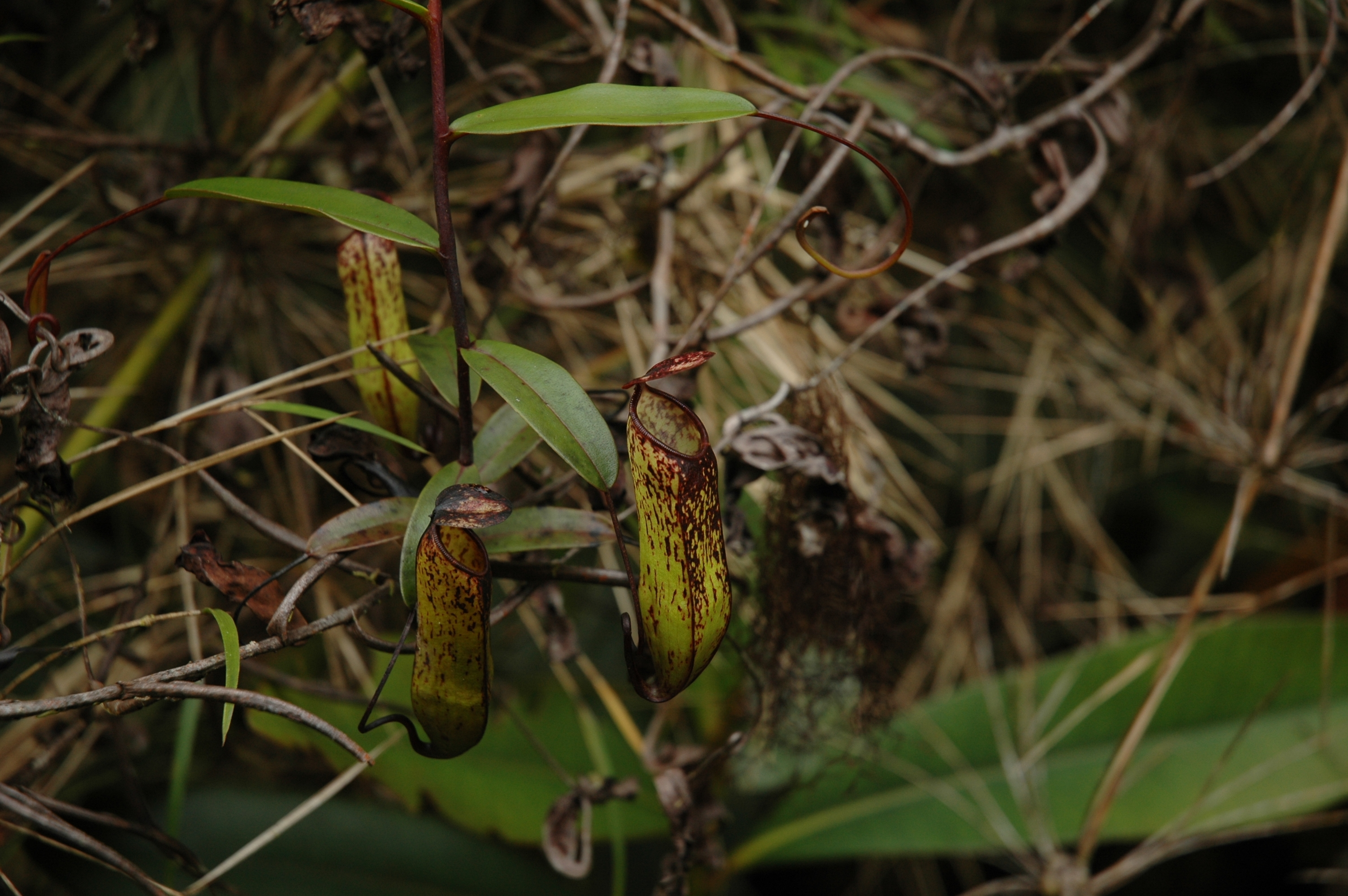
具上位笼的姆鲁山猪笼草的攀援茎

正如其名，姆鲁山猪笼草最初只发现于姆鲁山。自从其被正式描述后，在沙捞越的其他几个山脉上也发现了它的踪迹，包括阿比山、毛律山、巴杜拉威山及沙巴西南部的一座山。而附近本那拉山的顶峰为石灰岩山峰，且所处的海拔高度超出姆鲁山猪笼草已知的海拔分布范围——海拔1700米至2400米，所以其并不存在姆鲁山猪笼草。
姆鲁山猪笼草生长于高地地区的贫瘠土壤中。其通常出现于山脊顶部苔藓森林的开阔植被区。在姆鲁山，其仅存在于西部山脊海拔1900米至山顶海拔2370米的范围内。山顶的植被都非常的矮小，高度很少超过1米。其主要由杜鹃花属植物，特别是针叶杜鹃（Rhododendron ericoides），及簇白珠属（Diplycosia）和越橘屬（Vaccinium）植物组成。姆鲁山猪笼草大部分存在于顶峰石楠林中，在那里可看到具数以百计具白色斑点的捕虫笼悬挂在同域分布的灌木上方。
在毛律山，姆鲁山猪笼草生长于阴暗的苔藓森林中。该种群的捕虫笼的颜色较姆鲁山的更深，可能是由于毛律山的海拔更高而使得其受到紫外线照射强度更大造成的。两种产自毛律山的厚蹼蟾属蟾蜍——林那尼山厚蹼蟾（Pelophryne linanitensis）和毛律山厚蹼蟾（Pelophryne murudensis）与姆鲁山猪笼草同域分布，并可能生存于其捕虫笼中。
根据2000年的评估，姆鲁山猪笼草已被列入《2006年世界自然保护联盟濒危物种红色名录》中，保护状况为易危。而在5年前，世界保护监测中心已将其列为濒危。1997年，查尔斯·克拉克根据世界自然保护联盟的标准，将姆鲁山猪笼草非正式的列为濒危物种，并指出若把保护区内的种群计算在内，那么其等级应为依赖保育。

## 相关物种
姆鲁山猪笼草被归入“钩唇组”（Hamata group），其中还包括了另外四种来自婆罗洲和苏拉威西的物种，分别是无毛猪笼草（N. glabrata）、钩唇猪笼草（N. hamata）、毛律山猪笼草（N. murudensis）、黑猪笼草（N. nigra）和毛盖猪笼草，它们与姆鲁山猪笼草之间都存在着密切近缘关系。
姆鲁山猪笼草特别容易与毛盖猪笼草相互混淆。它们的下位笼几乎相同，仅姆鲁山猪笼草下位笼的笼口为圆形。其攀援茎、叶片和生活习性都很相似，只是姆鲁山猪笼草的叶片更窄。不过，姆鲁山猪笼草的上位笼非常有特点，其笼盖通常为白色，笼口为圆形，且笼翼缩小或消失。

## 自然杂交种
已发现了两种关于姆鲁山猪笼草的自然杂交种：劳氏猪笼草与姆鲁山猪笼草的自然杂交种（N. lowii × N. muluensis）和姆鲁山猪笼草与毛盖猪笼草的自然杂交种（N. muluensis × N. tentaculata）。

### 沙捞越猪笼草
1993年，J·H·亚当、C·C·威尔科克和M·D·斯温（M. D. Swaine）描述了一个新物种，其命名为沙捞越猪笼草。学者基于笼蔓尾分叉和笼盖上表面外围的丝状附属物将其与姆鲁山猪笼草区分开来。他们还比较了姆鲁山猪笼草与其自然杂交种叶片中酚类化合物的分布。但他们并未具体说明研究植株数量和重复次数的多少。因此也有学者质疑这个自然杂交种的存在。查尔斯·克拉克写道学者在描述沙捞越猪笼草时认为“这样的研究不容易进行重复实验”。尽管这个自然杂交种很可能存在，但沙捞越猪笼草的描述也很可能是基于姆鲁山猪笼草的下位笼标本得出的。
2002年，植物生化素筛查和色谱法被用于研究存在于沙捞越猪笼草及其假定亲本中的酚类化合物和无色花青苷。其中包含8个项目的色谱分析，分别为酚酸、黄酮醇、黄酮类、无色花青苷、未知类黄酮1和未知类黄酮3。这些物质在沙捞越猪笼草、姆鲁山猪笼草和毛盖猪笼草的分布状况如表。同时，还对沙捞越猪笼草的一个组织培养样品进行了测试。
| 酚类化合物和无色花青苷在姆鲁山猪笼草、毛盖猪笼草和沙捞越猪笼草中的分布状况                                                                               |   |   |    |   |   |   |    |   |             |
| 种群 | 1 | 2 | 3  | 4 | 5 | 6 | 7  | 8 | 样本        |
| 姆鲁山猪笼草 | - | + | ++ | + | + | - | 3+ | - | Jumaat 2400 |
| 毛盖猪笼草 | + | + | -  | ± | - | + | -  | - | Jumaat 2392 |
| 沙捞越猪笼草 | + | + | +  | + | + | + | 3+ | - |             |
| 沙捞越猪笼草（离体） | + | + | +  | + | + | + | ++ | - |             |
| 注释： 1：酚酸；2：鞣花酸；3：槲皮素；4：山柰酚；5：木犀草素；6：未知类黄酮1；7：未知类黄酮3；8：花青素。±：非常弱；+：弱；++：强；3+：非常强；-：不存在 |   |   |    |   |   |   |    |   |             |

在姆鲁山猪笼草组织中未发现酚酸、未知类黄酮1和花青素，而在毛盖猪笼草的组织中未发现槲皮素、木犀草素、未知类黄酮3和花青素。而沙捞越猪笼草样本的色谱图呈现出与其假定的亲本互补。
在这个分析中没有涉及杨梅素。这与之前其他研究者的研究一致，而对像杨梅素这样并不是广泛存在于猪笼草属植物中的化合物进行检测可以提供更多的鉴定依据。

## 扩展阅读
- ARKive中姆鲁山猪笼草的信息
- 食虫植物照片搜寻引擎中姆鲁山猪笼草的照片（页面存档备份，存于）

 维基共享资源上的相關多媒體資源：姆鲁山猪笼草
 維基物種上的相關：姆鲁山猪笼草